# Gioachino Rossini
Gioachino Antonio Rossini (Pesaro, 29. veljače 1792. – Passy pokraj Pariza, 13. studenoga 1868.), talijanski skladatelj.
Debitirao je 1810. godine u Veneciji komičnom operom "Bračna mjenica", u kojoj slijedi stil kasnonapuljske škole. Postupno se oslobađa te manire i u djelima nastalim 1813. godine već ima svoj posve izgrađen stil, formiran dijelom pod utjecajem Mozarta. U razdoblju do 1823. godine skladao je za talijanska kazališta 30-ak raznovrsnih opera, a u tom razdoblju nastala je i njegova najpoznatija opera Seviljski brijač, remek-djelo talijanskog buffo-stila. Od 1824. godine angažiran je u Parizu kao direktor Talijanskog kazališta, a dobiva i zvanje kraljevskog skladatelja i inspektora pjevanja u Francuskoj. U zenitu stvaralačkih snaga i na vrhuncu slave prestao je sa skladanjem opera, a do kraja života, i u drugim glazbenim vrstama, dao je malo: zbirka arija i dvopjeva "Muzičke večeri", "Stabat Mater", "Malu svečanu misu" i nekoliko prigodnih vokalnih djela.

## Anegdota o Rossiniju
Jednom je jedna gospođa upitala Rossinija: 
 Rossini joj je odgovorio: 
 Što je Rossini želio time reći? On podrazumijeva istodobno i svoju glazbu, koja je brza i naizgled izgleda kao mali zeko.

## Djela
- "Bračna mjenica",
- "William Tell",
- "Seviljski brijač",
- "Turčin u Italiji",
- "Elizabeta, kraljica Engleske",
- "Otelo",
- "Pepeljuga",
- "Kradljiva svraka",
- "Mojsije u Egiptu",
- "Bagdadski kalif",
- "Talijanka u Alžiru".